# Michel Aflaq
Michel Aflaq, em árabe ميشيل عفلق‎‎ (Damasco, 1910 — Paris, 23 de junho de 1989), foi um filósofo sírio, ideólogo do socialismo nacionalista pan-arabista. Suas ideias deram fundamento ao baathismo.